# Konca Kuriş

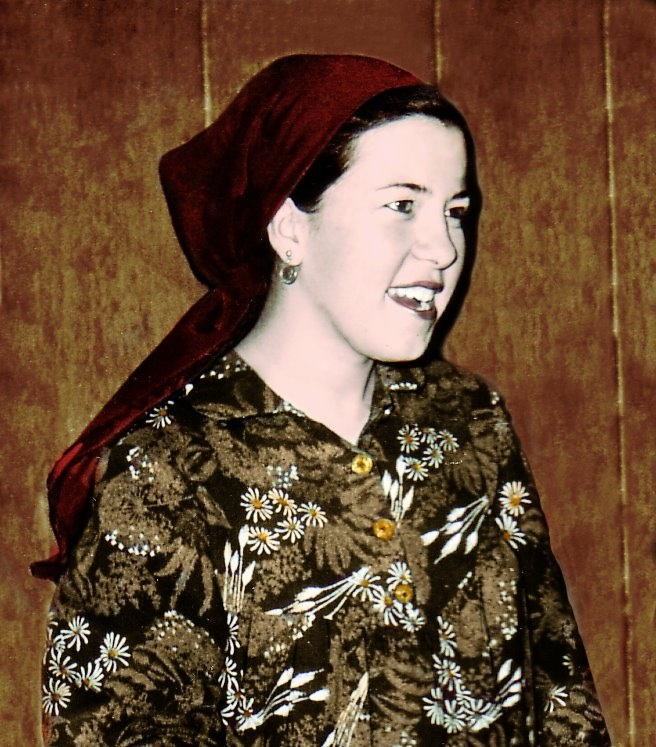
Konca Kuriş

Konca Kuriş (geboren 1962 in Mersin; gestorben 1998 oder 1999 in Meram) war eine muslimische Feministin. Sie wurde von Mitgliedern der kurdisch-islamistischen Hizbullah ermordet.

## Leben
Kuriş' Familie stammte aus Mersin. Ihr Vater war Vorarbeiter in einem Eisenwerk, die Mutter war Hausfrau. Der Name der Familie war Genç. Kuriş hatte eine Schwester und zwei Brüder. Konca wird als unruhiges und intelligentes Kind beschrieben. Sie besuchte die Grundschule. Die Mittelschule brach sie nach zwei Jahren ab. Sie heiratete Orhan Kuriş, in den sie sich im Alter von 16 Jahren verliebt hatte.
Konca und Orhan betrieben gemeinsam ein Textilgeschäft. Das Paar hatte fünf Kinder. Bis zum Jahr 1988 war Konca westlich-kemalistisch orientiert. Dann im Jahr 1988 schloss sie sich der Hizbullah an, mit der sie durch Nachbarn in Kontakt gekommen war. Später trennte sich Kuriş von der Organisation und vertrat zwischenzeitlich Positionen der al-Qurʾāniyya, einer Glaubensrichtung, die Hadithe und religiöse Autoritäten ablehnt und sich ausschließlich auf den Koran beruft. Sie beschäftigte sich im Selbststudium mit dem Glauben. Ihr Thema war die Identität und Gleichstellung muslimischer Frauen. Ab dem Jahr 1995 erhielt sie nach Aussagen ihres Sohnes verschiedene Drohungen. Ihre modernistischen Thesen und der Umstand, dass sie eine Frau war und Kopftuch trug, weckten das Interesse an ihr, obgleich ähnliche Positionen beispielsweise von Yaşar Nuri Öztürk formuliert worden waren. Die Lokalzeitung Yeni Yüzyıl berichtete ausführlich über Kuriş' Positionen und bezeichnete sie erstmals als islamische Feministin. Auch war Kuriş Gast bei Fernsehsendern.  Dies trug insbesondere zu ihrer Bekanntheit bei.

## Entführung und Ermordung
Konca Kuriş wurde am 16. Juli 1998 unter vorgehaltener Waffe vor ihrem Haus entführt und nach 555 Tagen am 20. Juni 1999 einbetoniert im Keller eines Hauses in Meram in der Provinz Konya aufgefunden. Sie war während ihrer Geiselhaft gefoltert worden. Gemeinsam mit ihr wurden die Leichname mehrerer einbetonierter Personen gefunden. Es handelte sich um Enver Aktaş, Hüseyin Tuncer und Ali Arslan, die versucht hatten, die Hizbullah zu verlassen.
In einer Villa in Beykoz wurden bei der Tötung von Hüseyin Velioğlu und der Ergreifung von Edip Gümüş und Cemal Tutar Aufnahmen des 38. Tages des „Verhörs“  Kuriş’ und ihre Ausweispapiere entdeckt. Ihre Ermordung begründete die Organisation folgendermaßen:

Die Feindin des Islams und laizistisch-feministische Konca Kuriş hat sich in Wort und Tat an Gott und dem Koran vergangen. Daher wurde sie von Kämpfern der Hizbullah entführt und in unseren Basen verhört. Konca Kuriş hat sich den Worten der offiziellen Religion und Anweisungen der gottlosen, laizistischen Republik Türkei entsprechend verhalten. Sie wurde von Zionisten instrumentalisiert. Sie hat Taten begangen, die geeignet waren, Zweifel unter den Muslimen zu säen und wurde gemäß den Bestimmungen der Scharia bestraft.